# Quellenmilbe
Die Quellenmilbe (Sperchon glandulosus) ist eine Art aus der Gruppe der Süßwassermilben (Hydrachnidiae).
Die Quellenmilbe ist gelblich-braun bis braun gefärbt, die inneren Organe des Tieres schimmern durch die Haut durch. Die Haut ist weich und mit auffälligen Papillen besetzt. Die Beine sind weitgehend unbehaart.
Wie der deutschsprachige Trivialname verrät, findet man die Tiere sehr häufig in Quellen, aber auch an Moosen oder Steinen sind sie anzutreffen. Die Larven des Tieres parasitieren an Zuckmückenlarven. Verwechslungsgefahr besteht mit der etwas dunkleren Sperchon brevirostris, die ebenfalls in Quellen lebt.